# Francia Raisa
Francia Raisa Almendarez (født 26. juli 1988) er en amerikansk skuespillerinde. Raisa er kendt for sine roller i Bring It On: All or Nothing, The Secret Life of the American Teenager, og Grown-ish.